# تريفور أوينز
تريفور أوينز (بالإنجليزية: Trevor Owens)‏ هو أمين الأرشيف أمريكي، ولد في 21 فبراير 1985.

## وصلات خارجية
- الموقع الرسمي